# Doornse Gat
Het Doornse Gat is een natuur- en recreatiegebied in een voormalige zandafgraving aan de noordzijde van de weg Doorn - Leersum (N225) ten oosten van Doorn. Het maakt deel uit van het Nationaal Park Utrechtse Heuvelrug. Het Doornse gat ligt aan de zuidzijde van de Utrechtse Heuvelrug met in de omgeving ervan ten noordwesten de Doornse Kaap, in het noorden de Ruiterberg en in het oosten de Darthuizerberg.